# Jules Royer
Pour les articles homonymes, voir Royer.
Henri Jules Royer, né le 2 novembre 1845 à Dompaire (Vosges) et mort à Nancy le 22 octobre 1900, est un imprimeur lithographe et typographe français, fondateur de l'imprimerie Royer à Nancy en 1868.

## Biographie

### Jeunesse et formation
Henri Jules Royer naît le 2 novembre 1845 à Dompaire, une commune française située dans le département des Vosges. Il est le fils de Joseph Libert Royer (1821-1865), teinturier, et de Françoise Donvaux (1818-1859), couturière.
Jules Royer suit l'enseignement de la maison des apprentis « où il a été élevé dans les meilleurs principes religieux et politiques ». C'est en 1866 qu'il quitte cette maison pour entrer au service du lithographe Vicaire où il reçoit sa formation en tant qu'élève lithographe.

### Création de l'imprimerie Royer

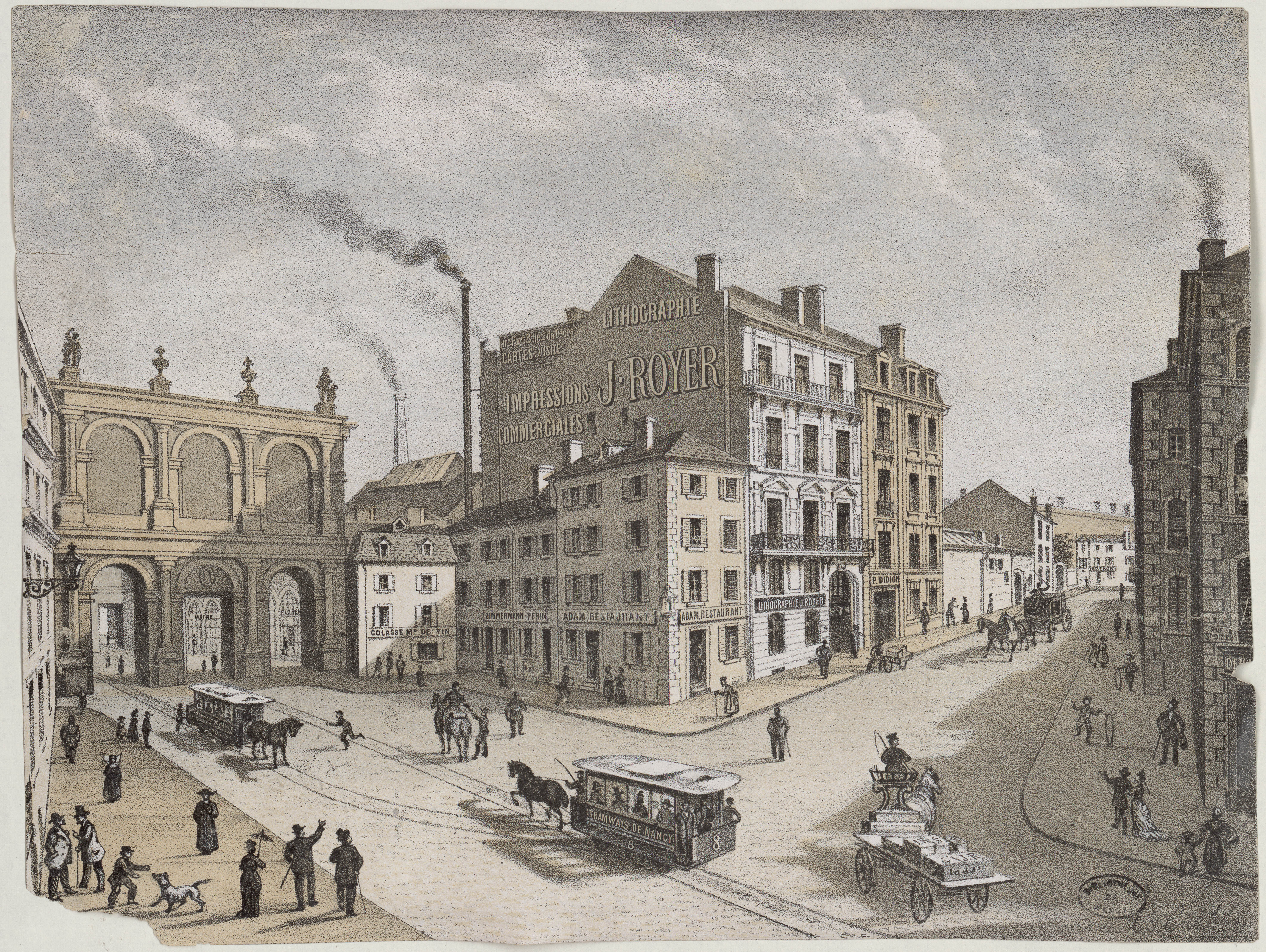
Lithographie en couleurs représentant l'imprimerie J. Royer installée rue Saint-Dizier à Nancy

En 1868, Jules Royer reprend l'activité de Vicaire en ouvrant son imprimerie qu'il nomme Imprimerie Royer et qu'il implante rue Saint-Dizier à Nancy.
Royer est une figure pionnière dans le domaine de l'imprimerie à Nancy. En effet, profitant de la récente invention de la carte postale, l'imprimeur est le premier à éditer des cartes en Lorraine dans les années 1875.
De plus, sensible aux avancées techniques de la gravure, Jules Royer investit dans la phototypie en établissant en 1886 un atelier de phototypie dans son imprimerie. Il s'agit alors du premier atelier, à Nancy, utilisant cette technique. Le recours à la phototypie lui permet notamment d'éditer les catalogues des industries d'art de Nancy ainsi que des albums souvenirs de la ville. Ces derniers sont des moyens de diffusion efficaces qui ont pour objectifs de faire connaître la ville et sa région à travers la France. Les cartes vues de Lorraine connaissent d'ailleurs un succès. Jules Royer étend sa production en faisant photographier dans d'autres régions tout ce qui peut devenir des cartes postales.
Cette production est alors une de celles majeures dans la ville de Nancy. En effet, les différentes imprimeries comme celles des Imprimeries réunies d'Albert Bergeret, celles d'Oscar Berget-Levrault ou encore celles de Robert Steinheil, sont capables d'imprimer plus de 500 000 cartes postales par jour. Ce rendement place cette industrie au 5e rang de la production française de cartes postales à l'époque.
Jules Royer meurt le 22 octobre 1900. Son fils, Paul Royer, lui succède à la tête de l'entreprise qui porte le nom d'imprimerie Royer et Cie.

## Proximité avec le mouvement Art nouveau

### La commande passée à Lucien Weissenburger
Jules Royer est l'un des promoteurs de l'Art nouveau à Nancy. En effet, s'il n'a jamais été jamais membre de l'École de Nancy, ce dernier fait appel au travail de certaines personnes qui vont plus tard, en 1901, en faire partie.
C'est le cas notamment de l'architecte Lucien Weissenburger à qui l'imprimeur demande de dessiner les plans de sa nouvelle usine en 1899. Cette requête est d'ailleurs suivie par celles de nombreux imprimeurs comme Albert Bergeret en 1901, Humblot, Simon et d'Helmlinger en 1904 qui font également appel à Lucien Weissenburger pour concevoir leur imprimerie.

### Une production Art nouveau

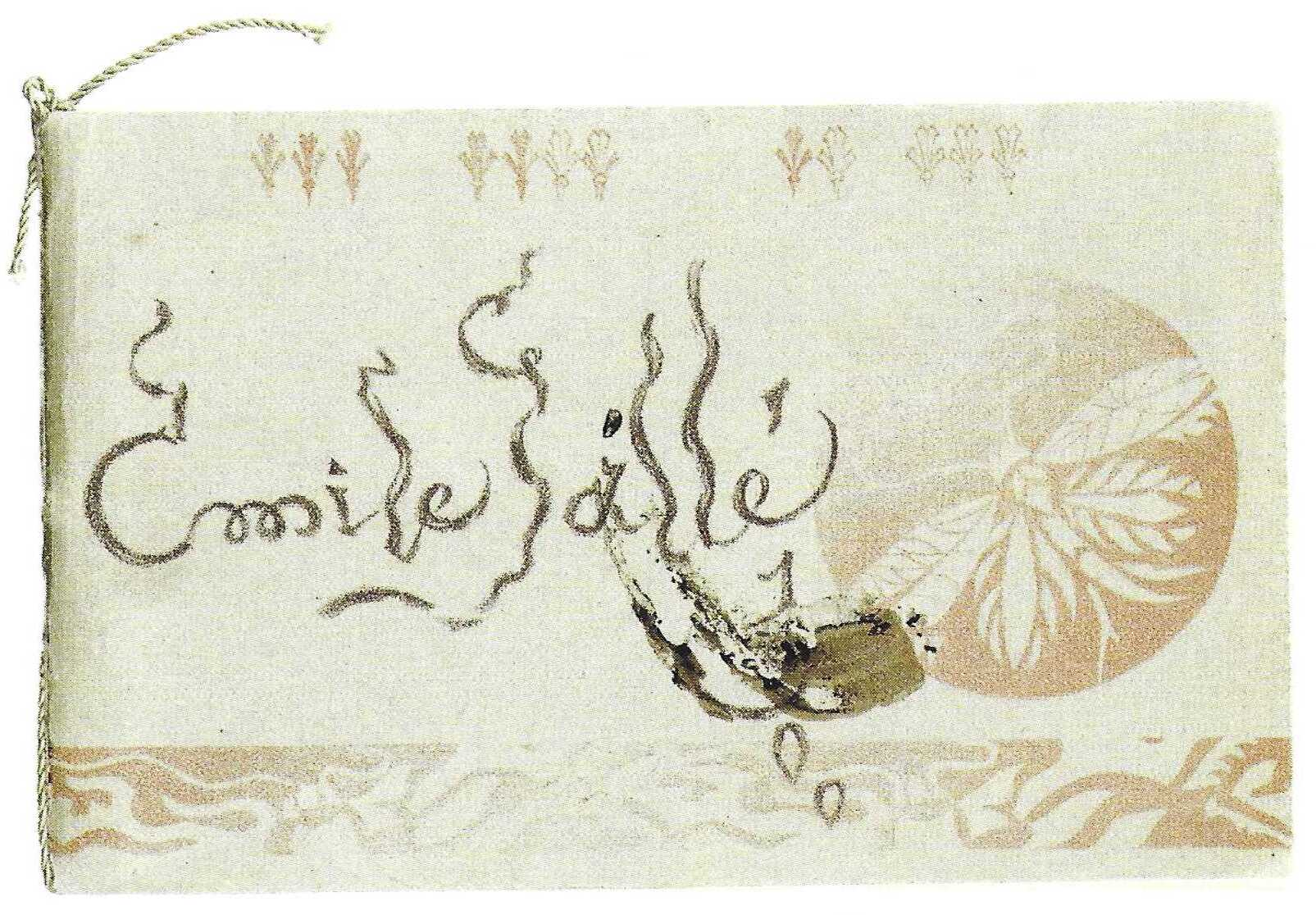
Livret de l'exposition d'Émile Gallé à l'Exposition Universelle de Paris en 1900 dessiné par Émile Gallé et imprimé par Jules Royer

À la fin du XIXe siècle se développe l'esthétique de l'Art nouveau et Nancy est un foyer majeur dans la création et la diffusion de cette conception artistique. Nombreux sont les industriels qui cherchent à renouveler la création artistique, à réduire le fossé entre art mineur et art majeur et à rendre leur production accessible au plus grand nombre. Les éditeurs et imprimeurs jouent un rôle important dans la diffusion de la production industrielle d'Émile Gallé, de Daum, de Majorelle, etc.

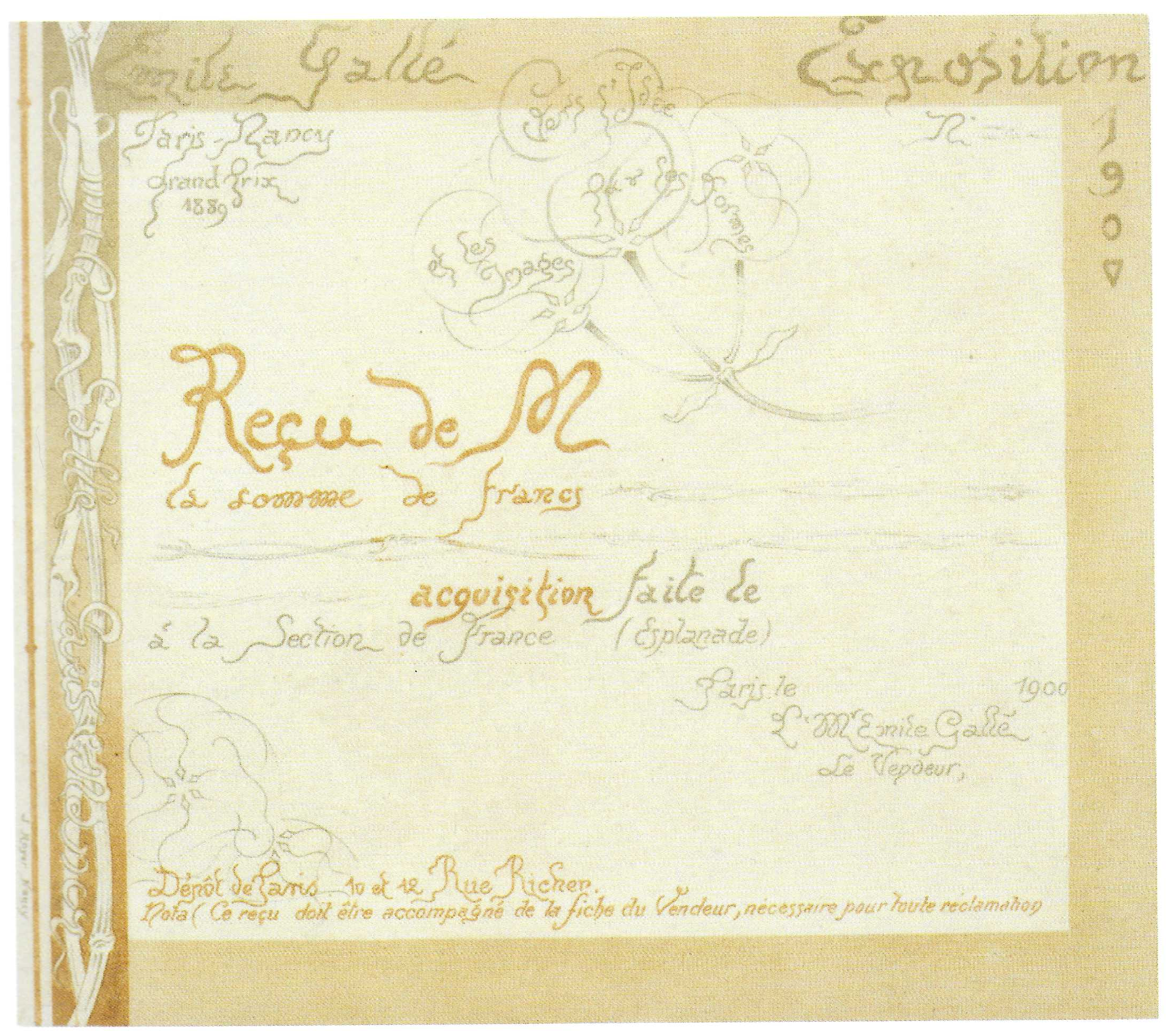
Reçu de paiement pour la vente d'oeuvres d'Émile Gallé présentées à l'Exposition universelle de Paris en 1900 imprimé par J. Royer

Ils sont sollicités par ces derniers pour éditer des catalogues et cartons commerciaux, mais aussi de la publicité, nouveaux supports qui permettent de multiplier les ventes de leur production. Ainsi, en 1900, Jules Royer fait éditer pour Émile Gallé un livret conçu pour l'Exposition universelle de 1900. Ce livret se présente sous la forme d'un petit catalogue qui peut être glissé dans une poche et il reproduit les œuvres exposées par l'industriel tout en précisant leur emplacement dans l'exposition. Dans sa conception iconographique, la couverture évoque le thème de la nature, motif caractéristique de l'Art nouveau. Des frises à décor floral et un dessin d'insecte appliqué à l'aide d'un pochoir ou d'un tampon rappellent les compositions des estampes japonaises, autre source d'influence de l'Art nouveau. Les textes en caractère d'imprimerie, quant à eux, s'accompagnent d'une série de dessins aux tonalités claires évoquant les insectes et les végétaux.

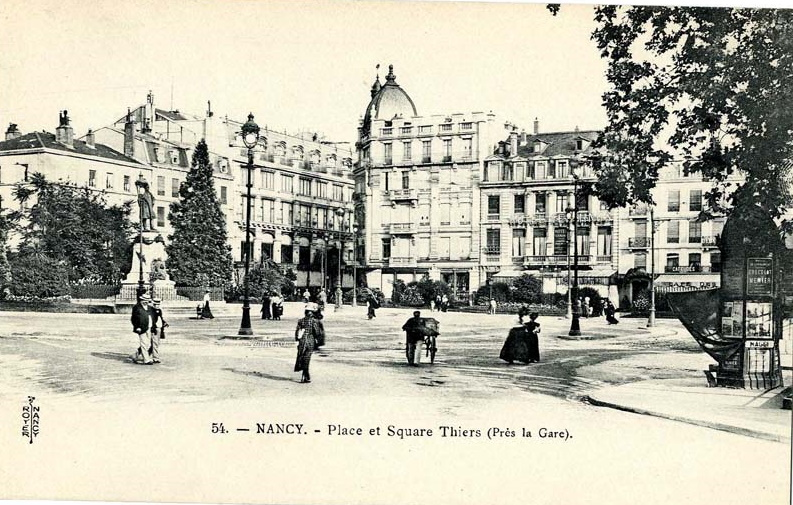
Carte postale vue de la Place et du Square Thiers, éditée par J. Royer.

Hormis Émile Gallé, Jules Royer compte parmi ses clients Eugène Corbin. Il édite pour lui des menus de banquets, des factures affichant l'architecture des Magasins réunis conçus par Lucien Weissenburger.

Sur ces représentations, le magasin apparaît très souvent plus grand qu'il ne l'est, témoignant du succès commercial et du symbole de modernité qu'incarne l'enseigne. En outre, ce sont des témoignages d'une architecture aujourd'hui disparue puisque le 16 janvier 1916, les Magasins réunis disparaissent dans un incendie. 

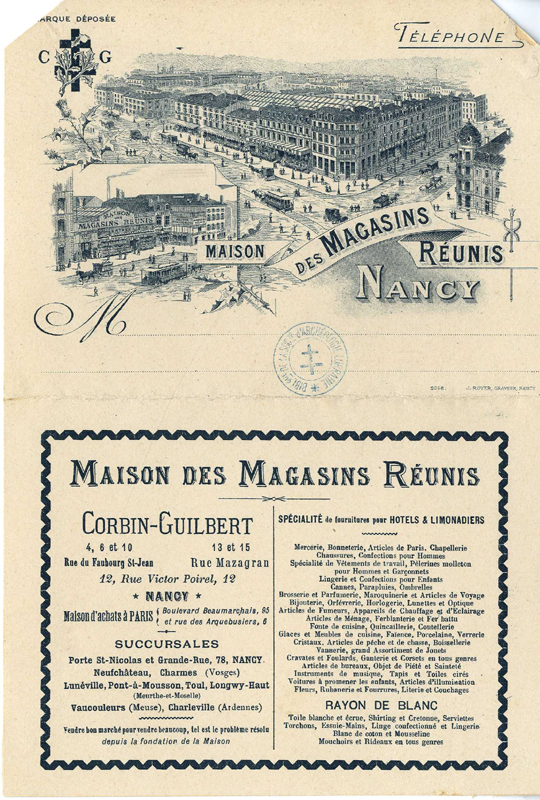
Verso de la facture de la Maison des Magasins Réunis imprimée par J.Royer
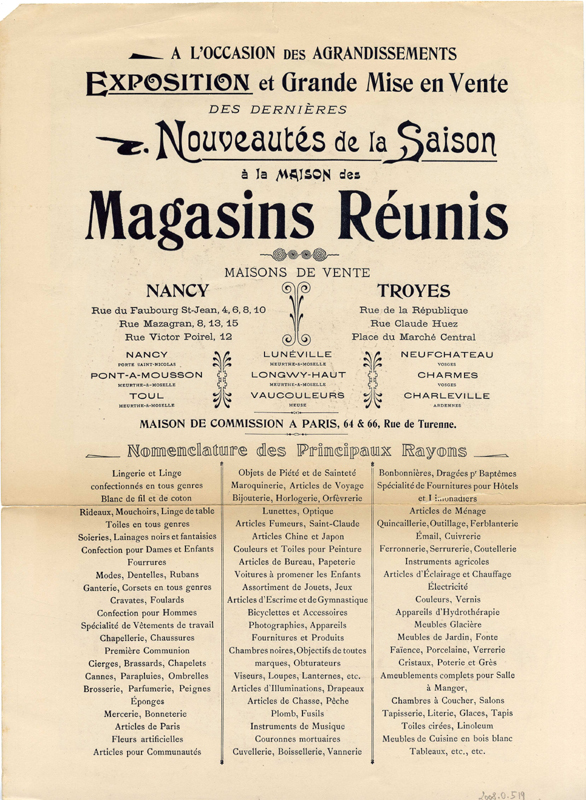
Verso de la facture de la Maison des Magasins Réunis imprimée par J.Royer
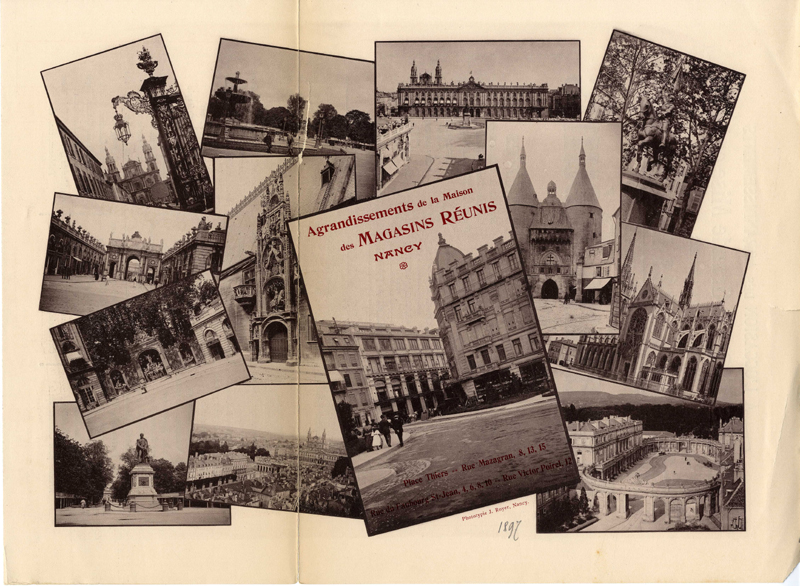
Exposition et grande mise en vente des dernières nouveautés de la saison aux Magasins imprimée par J. Royer

Jules Royer s’alloue les services d’artistes comme Henri Bergé qui collabore avec les imprimeries Royer.